# Sangre vurdalak
Sangre vurdalak es una película de Argentina filmada en colores dirigida por Santiago Fernández Calvete sobre su propio guion inspirado en la novela corta La familia del vurdalak, de Alekséi Konstantínovich Tolstói que se estrenó en Argentina el 7 de octubre de 2021 en San Francisco, provincia de Córdoba. Tuvo como actores principales a  Germán Palacios, Alfonsina Carrocio y Naiara Awada.

## Sinopsis
Un hombre vuelve a su hogar, una vieja casona aislada en medio de la naturaleza, después de matar un vampiro pero su familia se pregunta si sigue siendo humano o si ha sido mordido por el no-muerto y el miedo va creciendo en el hogar a medida que se acerca la oscuridad de la noche.

## Reparto
Participaron del filme los siguientes intérpretes:
- Germán Palacios…Aguirre
- Alfonsina Carrocio.. Natalia
- Naiara Awada…Eva
- Tomás Carullo Lizzio… Alexis
- Martín Rena…Lautaro
- Lautaro Bettoni...Manuel
- Julieta Daga…Mamá de Alexis
- Beto Bernuez…Papá de Alexis
- José Manuel Solis Vargas…López
- Carmela Merediz…Malena

## Comentarios
La película fue rodada en veinte días en San Francisco, provincia de Córdoba y Lomas de Zamora, provincia de Buenos Aires.
Rolando Gallego en el sitio escribiendocine opinó:

"...una historia donde el día y la noche, la luz y la oscuridad, servirán como motores narrativos... Una vieja casona...campo de acción para un grupo de personajes aislados de la sociedad...Ese intra/extra contrasta con la energía del grupo de jóvenes protagonistas, y, principalmente, de Natalia...quien...decide que su deseo es mucho más importante...que cualquier mandato patriarcal impuesto y que le impide salir al mundo más allá de las rejas que delimitan el espacio “seguro” de todos. ...la película transita su progresión dramática, eligiendo...aquello que...se insinúa...antes que la proliferación de efectos especiales y estridencias...notable creación de Palacios...ajustada y potente interpretación de Carrocio, y... acertada elección de Lautaro Bettoni...posibilitan que la empatía con el relato se logre instantáneamente. A destacar, una cuidada fotografía, que realza los escenarios naturales de Córdoba...son el marco ideal para profundizar en la idea del día versus la noche, el monstruo versus la bondad, la vida versus la muerte, que circundan a todos los involucrados de esta fábula rural con tintes de género.